# إتش بنتلي غلاس
إتش بنتلي غلاس (بالإنجليزية: H. Bentley Glass)‏ هو عالم أحياء ورئيس تحرير وكاتب العمود وعازف بيانو وأستاذ جامعي وعالم وراثة أمريكي، ولد في 17 يناير 1906 في الصين، وتوفي في 16 يناير 2005 في بولدر في الولايات المتحدة.